# Кирданівська сільська рада (Овруцький район)
Кирданівська сільська рада — колишня адміністративно-територіальна одиниця та орган місцевого самоврядування у Овруцькому районі Коростенської і Волинської округ, Київської й Житомирської областей Української РСР та України з адміністративним центром у с. Кирдани.

## Населені пункти
Сільській раді були підпорядковані населені пункти:
- с. Кирдани
- с. Дубовий Гай
- с. Корчівка

## Населення
Кількість населення ради, станом на 1923 рік, становила 1 685 осіб, кількість дворів — 405.
Відповідно до результатів перепису населення СРСР, кількість населення ради, станом на 12 січня 1989 року, становила 1 966 осіб.
Станом на 5 грудня 2001 року, відповідно до перепису населення України, кількість мешканців сільської ради становила 1 815 осіб.

## Склад ради
Рада складалася з 16 депутатів та голови.

## Керівний склад сільської ради
| ПІБ                       | Основні відомості                                                                       | Дата обрання | Дата звільнення |
| ------------------------- | --------------------------------------------------------------------------------------- | ------------ | --------------- |
| Демидчук Петро Васильович | Сільський голова, 1959 року народження, освіта, безпартійний                            | 26.03.2006   | 31.10.2010      |
| Демидчук Петро Васильович | Сільський голова, 1959 року народження, освіта середня спеціальна, член Партії регіонів | 31.10.2010   | 12.05.2014      |

## Історія
Створена 1923 року в складі сіл Заськи, Кирдани, Корчівка, Мжень (згодом — Данилівка), Першки та Рулівщина Гладковицької волості Овруцького повіту Волинської губернії. 7 березня 1923 року включена до складу новоствореного Овруцького району Коростенської округи. Станом на 17 грудня 1926 року в підпорядкуванні ради значилися хутори Мостище, Обурок та Хомичів, котрі, на 1 жовтня 1941 року, не перебувають на обліку населених пунктів.
Станом на 1 вересня 1946 року сільська рада входила до складу Овруцького району Житомирської області, на обліку в раді перебували села Данилівка, Заськи, Кирдани, Корчівка, Першки та Рулевщина.
11 серпня 1954 року, відповідно до указу Президії Верховної ради Української РСР «Про укрупнення сільських рад по Житомирській області», до складу ради приєднано села Гаптарі, Костюків Ліс, Редчиці, Товкачі та Сташки ліквідованої Товкачівської сільської ради Овруцького району. 2 вересня 1954 року, відповідно до рішення Житомирського облвиконкому № 1087 «Про перечислення населених пунктів в межах районів Житомирської області», с. Заськи передане до складу Черепинської сільської ради, села Редчиці й Товкачі — до складу Гладковицької сільської ради. 29 червня 1960 року, відповідно до рішення Житомирського ОВК № 683 «Про об'єднання деяких населених пунктів в районах області», с. Першки приєднане до с. Кирдани. 7 січня 1963 року, відповідно до рішення ЖОВК № 2 «Про зміну адміністративної підпорядкованості окремих сільських рад і населених пунктів», раді підпорядковано с. Кам'янівка Першотравенської селищної ради. 19 квітня 1965 року, відповідно до рішення Житомирського ОВК № 211 «Про зміни в адміністративному підпорядкуванні деяких населених пунктів області», села Кам'янка та Костюків Ліс передані до складу Першотравенської селищної ради Овруцького району. 5 липня 1965 року, відповідно до рішення ЖОВК № 403 «Про зміни в адміністративно-територіальному поділі Бердичівського, Дзержинського, Любарського, Новоград-Волинського і Радомишльського районів, та про об'єднання окремих населених пунктів області», села Данилівка та Рулівщина приєднано до с. Кирдани.
На 1 січня 1972 року сільська рада входила до складу Овруцького району Житомирської області, на обліку в раді перебували села Гептари, Кирдани, Корчівка й Сташки.
17 січня 1977 року, відповідно до рішення ЖОВК № 24 «Про питання адміністративно-територіального поділу окремих районів області», с. Сташки передане до складу Гладковицької сільської ради. 14 лютого 1983 року, відповідно до указу Президії Верховної ради УРСР «Про розширення меж міста Овруча Житомирської області», с. Гептари включене до меж міста Овруч. 29 жовтня 1987 року, відповідно до рішення ЖОВК «Про взяття на облік новоутворених населених пунктів в Овруцькому районі», сільській раді підпорядковано новоутворене селище Дубовий Гай.
Припинила існування 9 листопада 2017 року через об'єднання до складу Овруцької міської територіальної громади Овруцького району Житомирської області.